# Время новых дураков
«Время новых дураков» (фильм в двух частях: яп. 新馬鹿時代　前篇 後篇 син бака дзидай (дзэмпэн; кохэн) англ. The Now Age of Fools (Parts 1 and 2)) — японская чёрно-белая кинокомедия, поставленная режиссёром Кадзиро Ямамото в 1947 году.

## Сюжет
Верный своему служебному долгу, полицейский Охара без устали гоняется за спекулянтом Киндзиро, который приходится ему шурином: младшая сестра Киндзиро — его жена. Видя, как тяжело приходится Охаре, Киндзиро тайком приносит сестре привезённый издалека рис, хотя сам живёт в бедности.
В заброшенной шахте, которая принадлежит Охаре, однажды обнаруживается уголь, — и Охара неожиданно становится богачом. Жена рассказывает ему, что делал для них Киндзиро. Тогда Охара отдаёт ему половину своего состояния. Теперь они могут наслаждаться богатой жизнью. Но дом Охары сгорает, а компания, которую создал Киндзиро, лопается из-за происков конкурентов. Два друга остаются у разбитого корыта. Охара снова возвращается в полицию, а Киндзиро по-прежнему водит электропоезд.

## В ролях
- Роппа Фурукава — Охара
- Кэнъити Эномото — Киндзиро
- Минору Такада — Хэми, шеф полиции
- Айко Мимасу — Аяко, жена Охары
- Ранко Ханаи — Нёбу, жена Киндзиро
- Тосиро Мифунэ — Гэндзабуро Ооно, босс якудза
- Такаси Симура — Тасиро
- Сусуму Окубо — Сёта
- Ацуси Ватанабэ — Канэко Ямия
- Канта Кисараги — полицейский Мияхара
- Фудзио Нагахама — полицейский Яда

## Премьеры
- — национальная премьера 1-й части фильма состоялась 12 октября 1947 года[1]
- — национальная премьера 2-й части фильма состоялась 26 октября 1947 года[2]